# Galende
Galende település Spanyolországban,  Zamora tartományban.  Lakosainak száma 1024 fő (2024).

## Népesség
A település népessége az utóbbi években az alábbiak szerint változott:
| Lakosok száma | 1360 | 1359 | 1395 | 1313 | 1361 | 1190 | 1068 | 1004 | 973  | 1024 |
|               | 2001 | 2004 | 2007 | 2009 | 2012 | 2014 | 2017 | 2019 | 2022 | 2024 |